# Рончильоне
Рончильо̀не (на италиански: Ronciglione, на местен диалект Ronciò, Рончо) е град и община в Централна Италия, провинция Витербо, регион Лацио. Разположен е на 441 m надморска височина. Населението на общината е 8908 души (към 2010 г.).